# Vitameer
Een vitameer is een van de twee of meer verwante organische verbindingen die dezelfde specifieke vitaminefunctie vervullen. Vitameren hebben vaak een sterk gelijkende structuur, en worden ook wel analoga van een vitamine genoemd. Vitamine D heeft bijvoorbeeld twee belangrijke vitameren: cholecalciferol (D3) en ergocalciferol (D2). Vitameren kunnen beschouwd worden als verschijningsvormen van een bepaald vitamine.
Hoewel vitameren binnen een specifiek vitamine over het algemeen nauwelijks verschillen in moleculaire structuur, kunnen ze een uiteenlopende fysiologische activiteit hebben. Zo is vitamine D3 veel effectiever dan vitamine D2 in het verhogen van calcitriolniveaus (de actieve vorm) in het bloed, wat betekent dat vitamine D3 een veel sterkere biologische respons vertoont.
Een reeks vitameren met verwante biologische activiteit wordt gegroepeerd op basis van een algemene naam: de generic descriptor. Vitamine A is bijvoorbeeld de generic descriptor van een klasse van vitameren waartoe retinol, retinal, retinoïnezuur en enkele carotenoïden behoren.